# Blue Box (Lokal)
Die Blue Box (selten auch Bluebox) ist ein Szenelokal in der Richtergasse 8 in Wien, das zu Silvester 1983 von Herbert „Herbie“ Molin und Freunden eröffnet wurde. Vor allem in den 1980er und 1990er Jahren war es ein Treffpunkt der Wiener New-Wave- und Clubszene.
Das Lokal diente als Kulisse für die Filme Café Malaria (1982) und Müllers Büro (1986) von Niki List. Auch einige der Szenen des Musikvideos Rock Me Amadeus von Falco aus dem Jahr 1985 wurden in der Blue Box aufgenommen.
Vor allem in der Anfangsphase des Lokals war dieses für den ständigen teils äußerst aufwendigen Einrichtungswechsel bekannt. So wurden vorübergehend eine Autobustür als Eingang oder Flugzeugsitze als Einrichtung benutzt.

## Kulturelle Bedeutung
Zu Beginn der aufkeimenden Punk- und New-Wave-Kultur Ende der 1970er und Anfang der 1980er Jahre gab es in Wien außer dem Café Ring und der Diskothek U4 keine Lokale, die diese neuen Musik-Szenen widerspiegelten. Die Blue Box füllte diese Lücke; aus ihrem Umfeld gingen Bands wie Karl Gott, The Thorns, Astaron oder Viele Bunte Autos hervor. Auch einige Kellner betätigten sich als Musiker dieser Szenen. Das Lokal gilt auch als „Brutstätte“ der Wiener Clubkultur.  Thomas Seidl aka Tomtschek, der im Lokal auch als Koch und Kellner tätig war, gründete dort den ältesten House-Club Österreichs, das H.A.P.P.Y. Peter (Pita) Rehberg veranstaltete mittwochs den Club Duchamp als erste Möglichkeit, experimentelle elektronische Musik in einem Lokal zu hören. 1995 wurde erstmalig das phono.Taktik-Festival im Bereich des „Electronic Listening“ veranstaltet, womit man zeitgenössischer elektronischer Musik Platz bot, die nicht auf Dance Floors abzielte.
Seit Mitte der 1990er Jahre wird von der Bluebox an jedem 1. Mai ein Straßenfest veranstaltet.